# 긴꼬리투구새우
긴꼬리투구새우(학명: Triops longicaudatus)는 투구새우과에 속하는 갑각류이다. 일반마트에서 파는 것은 투구새우로 외래종이다. 긴꼬리투구새우는 대한민국 토종이며, 2006년에 무분별한 농약사용으로 멸종위기2급에 지정되었다가, 2012년에 친환경 논농사를 하는 사람들이 많아지면서 개체수도 증가해, 보호종이 해제됐다. 하지만 자연에서 쉽게보기는 어려우며, 보호종이 해제 되었다고 하더라도 보호받아야 하는 생물 중 하나이다. 근연 종으로 유럽투구새우(Triops cancriformis)가 있다. 수명은 2~4주이다.

## 생태
물이 고인 웅덩이나 논과 같은 곳에서 서식하며 잡식성이다. 주로 조류, 곤충, 흙속의 유기물을 먹고살며 다리를 이용해 흙을 휘젓고 다니면서 먹이를 찾는다. 포식성이 매우 강하다. 이러한 생태의 특징 때문에 잡초제거(흙탕물을 잘 일으켜 잡초의 성장을 억제한다)나 해충발생(장구벌레와 같은 해충의 유충을 먹이로 삼는다)을 억제하는 등 친환경농법에 사용되기도 한다. 동족을 잡아먹는 성질이 강하기 때문에 동족을 공격하여 먹이로 삼기도 한다. 수명은 2-4주로 짧으며 우기때 생긴 물웅덩이에서 번식하여 알을 낳고 건기가 지나 다시 우기가 오면 알에서 깨어나 번식한다. 한국에서는 지나친 농약과 화학비료 사용으로 사라져 멸종위기등급으로 분류되었으나, 개체수 증가로 2012년 해제되었다.

## 한국에서의 발견
농약사용으로 개체수가 줄어들어 지금은 2005년 2월 이후에는 멸종위기 2급 판정을 받은 동물이다. 한국에서는 경상남도와 전라남도에 주로 서식하고 2006년 전라북도 무주군에서도 일부가 서식하는 것이 확인되었다. 2008년에는 경상남도 산청군에서도 일부 발견되었다. 외래종과 토종은 다른 종이다. 긴꼬리투구새우는 벼의 성장에 도움을 준다. 먹이로는 물속의 부유물, 찌꺼기이다. 벼의 뿌리를 갉아먹는다는 것은 거짓이며 긴꼬리투구새우가 멸종위기종에서 해제되었다하더라도 꾸준히 보호를 받아야하는 생물 중 하나이다. 2009년 6월 경남 거창군 거창읍 국농소 마을앞의 논에서 대량의 긴꼬리 투구새우가 번식하고 있는 것이 발견되었다. 2016년
6월 전북 정읍시 고부면 신중리의 친환경농업단지에서 대량서식하고 있는 것이 발견되었다.
 유기농 경작이 널리 보급되면서 긴꼬리투구새우 개체수가 늘어나 2012년 5월 긴꼬리투구새우는 멸종위기 야생동물에서 해제됐다. 환경부 관계자는 "긴꼬리투구새우는 개체수가 많아 멸종위기 야생동물에서 해제해 현재 법적으로 보호하지 않고 있다"고 설명했다.